# Kikiziberget
Kikizi är det högsta berget i Burundi. Det ligger i provinsen Rutana. Berget är 2 145 meter högt och ligger i landets sydöstra del, mellan städerna Rutana och Kinyinya.